# Борис Мутић
Борис Мутић (рођен 31. октобра 1939. Карловац — 16. март 2009. Загреб) је био хрватски спортски новинар и телевизијски коментатор.
Завршио је Учитељску школу у Загребу, а дипломирао на Кинезиолошком факултету Свеучилишта у Загребу, у првој генерацији студената тадашњег Факултета за физичку културу. 
Као спортиста, играо је кошарку у загребачкој Индустромонтажи, а за Атлетски клуб Динамо наступао је у дисциплинама скок увис и троскок.
Новинарством се почео бавити на последњој години студија 1964. након, готово случајног, сусрета с тадашњим главним уредником Телевизије Загреб Марком Војковићем и позива да употпуни састав спортске редакције. 
Од 1966. професионални је новинар, а од 1976. до 1986. и уредник спортске редакције. Уз Жарка Сусића и Младена Делића извештавао је с 16 олимпијских игара, шест светских фудбалских првенстава, од Немачке 1974. до САД 1994., осам светских првенстава у гимнастици и скијању и двадесетак европских првенстава у различитим спортовима. Коментарисао је са 220 стадиона у земљи и иностранству.
Борис Мутић добитник је награде Хрватског друштва спортских новинара за телевизијско новинарство 1996, Златног пера Друштва новинара Хрватске 1997. за пренос Олимпијских игара у Атланти 2000. добио је Награду за животно дело Хрватског удружења спортских новинара, а 2004. посебно признање Хрватског олимпијског одбора за новинарски допринос у промовисању спортских вредности.
Спортским новинарством бавио се и после одласка у пензију, када је написао књигу „Хрватски шпорташи на зимским олимпијским играма“, а пре нешто више од два меесеца још је активно суделовао у прееносу слаломских трка за Светски куп са Сљемена.
Умро је у Загребу 16. марта 2009. у 70. години живота.